# Botswana Gaborone Index
Le Botswana Gaborone Index est un indice boursier de la bourse de Gaborone, composé des 20 principales capitalisations boursières du pays.

## Composition
Au 13 juin 2011, l'indice  se composait des titres suivants:
| Code        | Société                          | Poids indiciel | Secteur                       |
| ----------- | -------------------------------- | -------------- | ----------------------------- |
| ABCH BG     | ABC Holdings                     | 1.73 %         | Finance                       |
| BCBB BG     | Barclays Bank of Botswana        | 18.22 %        | Finance                       |
| BIHL BG     | Botswana Insurance               | 9.52 %         | Finance                       |
| CHOBE BG    | Chobe Holdings                   | 0.85 %         | Consommation cyclique         |
| CML BG      | Cresta Marakanelo                | 0.88 %         | Consommation cyclique         |
| ENGN BG     | Engen                            | 3.74 %         | Énergie                       |
| FNBB BG     | First National Bank of Botswana  | 24.37 %        | Finance                       |
| FSG BG      | FSG                              | 0.71 %         | Consommation cyclique         |
| FURN BG     | Furniture Mart                   | 2.32 %         | Consommation cyclique         |
| G4S BG      | G4S Security Services Botswana   | 1.03 %         | Industrie                     |
| LETSHEGO BG | Letshego Holdings                | 12.3 %         | Finance                       |
| OLYMPIA BG  | Olympia Capital Corp             | 0.04 %         | Industrie                     |
| PRIMETIM BG | Primetime Property Holdings      | 1.63 %         | Finance                       |
| RDCP BG     | RDC Properties                   | 0.86 %         | Finance                       |
| RPC BG      | RPC Data                         | 0.03 %         | Technologies de l'information |
| SCHB BG     | Sechaba Breweries                | 5.34 %         | Consommation non cyclique     |
| SFLN BG     | Sefalana Holding Co              | 1.88 %         | Finance                       |
| SCBB BG     | Standard Chartered Bank Botswana | 9.68 %         | Finance                       |
| TURNSTAR BG | Turnstar                         | 2.01 %         | Finance                       |
| WIL BG      | Wilderness Holdings              | 2.84 %         | Consommation cyclique         |